# Оксид тантала(IV)
Оксид тантала(IV) — неорганическое соединение металла тантала и кислорода с формулой TaO2, 
бесцветные кристаллы, 
не растворимые в воде.

## Получение
- Восстановление оксида тантала(V) в смеси с парафином и углём:

{\displaystyle {\mathsf {Ta_{2}O_{5}+C\ {\xrightarrow {1630^{o}C}}\ 2TaO_{2}+CO}}}

## Физические свойства
Оксид тантала(IV) образует бесцветные кристаллы 
тетрагональной сингонии, 
пространственная группа P 42/mnm, 
параметры ячейки a = 0,4709 нм, c = 0,3065 нм, Z = 2.

## Химические свойства
- Окисляется при нагревании на воздухе:

{\displaystyle {\mathsf {4TaO_{2}+O_{2}\ {\xrightarrow {T}}\ 2Ta_{2}O_{5}}}}